# Семейство Хильды
Семе́йство Хи́льды — группа тёмных углеродных астероидов, расположенных за главным поясом между орбитами Марса и Юпитера.
Семейство Хильды не образует истинное семейство астероидов, так как его члены не являются фрагментами общего родительского тела, что характерно для большинства других астероидных семейств, а представляют собой просто динамическую группу астероидов, которая движется в орбитальном резонансе с Юпитером 3:2.
Само семейство распределено по орбите довольно неравномерно и представляют собой треугольник с тремя отдельными локальными концентрациями астероидов в вершинах фигуры, приуроченные к трём основным положениям, соответствующим трём точкам Лагранжа системы Юпитер-Солнце: две из них расположено вблизи точек L4 и L5, и одно – в точке L3, напротив Юпитера, в противоположной части его орбиты. Движение астероидов семейства построено таким образом, что именно там, в точках L3, L4 и L5, располагаются афелии этих астероидов. При этом часть астероидов распределена в промежутке между основными концентрациями и каждая из которых последовательно проходит через все три точки Лагранжа.
Семейство названо в честь одного из главных своих представителей астероида (153) Хильда, открытого в 1875 году австрийским астрономом Иоганом Пализа. На август 2005 года было известно о 411 объектах с собственным именем и ещё 546 с временным обозначением. На данный же момент численность этого семейства превысила 1100 астероидов.
Среди представителей этого семейства можно встретить тёмные углеродные астероиды спектрального класса C, но подавляющая масса астероидов относится к D и P классам. Эти два спектральных класса являются одними из самых распространённых среди астероидов внешней части главного пояса и троянских астероидов Юпитера. К этим же спектральным классам относятся и многие кометные ядра, что указывает на общий минералогический состав поверхности как комет, так и астероидов внешней части пояса, и астероидов семейства Хильды в частности. А это, в свою очередь, означает, что они могут иметь общее происхождение.

## Динамика
Астероиды семейства движутся по орбитам с большими полуосями от 3,7 до 4,2 а. е. от Солнца, эксцентриситетом от 0,07 до 0,3 и наклоном орбиты не более 20 °. Астероиды этого семейства движутся в резонансе с Юпитером 3:2, это означает, что за два оборота Юпитера вокруг Солнца, они успевают совершить три таких оборота.
Астероиды семейства Хильды в своей совокупности представляют собой динамическую треугольную фигуру со слегка выпуклыми сторонами с повышенными концентрациями в вершинах треугольника, соответствующих точкам Лагранжа системы Юпитер-Солнце, иногда также называемую «Треугольником Хильды». Ширина астероидного семейства на сторонах треугольника составляет около 1 а. е., в вершинах это значение на 20-40 % больше. На рисунке показано расположение астероидов Хильды (чёрный) на фоне всех известных астероидов (серый) до орбиты Юпитера по состоянию на 1 января 2005 года. Но в отличие от троянских астероидов Юпитера они не привязаны жёстко к его точкам Лагранжа, а постоянно изменяют своё положение по отношению к нему, при этом им удаётся избежать опасных сближений с планетой.
Каждый из астероидов семейства Хильды движется по своей собственной эллиптической орбите, однако в любой момент они в своей совокупности сохраняют треугольную конфигурацию. Для большинства астероидов семейства расположение на орбите может быть произвольным, за исключением объектов, находящихся во внешней части вершин треугольников, вблизи точек Лагранжа. Треугольник Хильды оказался на удивление динамически-стабильным в течение длительного времени.
Типичный объект семейства Хильды имеет ретроградное движение точки перигелия. При этом средняя скорость астероида тем выше, чем меньше эксцентриситет орбиты — медленнее всего движутся астероиды, находящиеся в вершинах треугольника. Астероиды семейства Хильды в афелии своих орбит, казалось бы, должны вплотную подходить к Юпитеру, который своей гравитацией должен дестабилизировать их орбиты, однако корректировка орбитальных элементов астероидов с течением времени позволяет избежать этого и сближения с Юпитером объектов семейства Хильды происходят лишь вблизи перигелия. Кроме того, сами вершины немного колеблются вокруг точек Лагранжа с периодом примерно в 2,5 — 3 сотни лет.
В дополнение к тому, что треугольник Хильды вращается в связи с Юпитером, в нём также наблюдаются определённые волны плотности астероидов, — треугольник как бы «дышит»: несмотря на то, что астероиды жёстко не привязаны к точкам Лагранжа, а последовательно проходят через них, плотность астероидов в вершинах треугольника в любое время в два раза выше, чем на сторонах. Это обуславливается тем, что большую часть времени своего движения по орбите, в течение 5,0 — 5,5 лет, астероиды Хильды проводят в вершинах треугольника в афелии своих орбит, в то время как, движение по сторонам треугольника происходит намного быстрее и занимает всего 2,5 — 3 года. Всего же орбитальный период этих астероидов составляет в среднем примерно 7,9 года, что соответствует 2/3 времени оборота Юпитера вокруг Солнца.
Хотя треугольник практически равносторонний некоторые асимметрии всё же существуют. Так из-за вытянутости орбиты Юпитера сторона между L4 — L5 несколько отличается от двух других сторон. Когда Юпитер находится в афелии своей орбиты средняя скорость астероидов, находящихся в непосредственной близости от него, несколько меньше, чем у астероидов, расположенных в других частях орбиты, когда же Юпитер в перигелии — картина обратная.
В серединах сторон треугольника астероиды Хильды почти вплотную приближаются к астероидам внешней части главного пояса, а в вершинах треугольника, соответствующих точкам L4 и L5, приближаются к троянским астероидами Юпитера и даже пересекают их орбиты. Именно в этих местах пересечения орбит троянских астероидов и астероидов Хильды, наиболее наглядно выражен разброс скоростей между этими астероидами. Следует, впрочем, отметить, что наклон орбиты троянских астероидов почти в два раза превышает наклонение объектов семейства Хильды, поэтому лишь у четверти троянцев орбиты пересекаются с орбитами астероидов этого семейства, в то время как большинство троянцев в любой момент времени находятся преимущественно за пределами орбиты Юпитера, что хорошо видно на рисунке. На нём показана сферическая форма распределения троянских астероидов вокруг точек Лагранжа. Вследствие этого размеры области пересечения сильно ограничены.
Плотность астероидов в области пересечения орбит Хильды и астероидов внешней части главного пояса в целом выше, чем при пересечении троянской области, но разброс скоростей между астероидами Хильды и астероидами внешней части главного пояса всё же значительно меньше, чем при пересечении астероидами Хильды троянской области.
Из-за наличия эксцентриситета, в процессе своего движения по орбитам, скорость астероидов семейства довольно сильно варьируется с изменением расстояния до Солнца, в результате астероиды могут даже разбиваться на отдельные небольшие группы.

## Исследования
Наблюдаемые особенности движения астероидов семейства Хильды основаны на данных, полученных в результате наблюдения за несколькими сотнями астероидов этого семейства, но тем не менее, в отношении этого семейства остаётся ещё много непонятного. Дальнейшие наблюдения этого семейства наверняка позволят расширить количество его членов. Такие наблюдения наиболее благоприятны, когда Земля находится напротив середин сторон треугольника, то есть ближе всего к этому семейству — в это время блеск этих ближайших к нам астероидов Хильды может на 2,5m превышать блеск астероидов, которые располагаются в вершинах треугольника. Земля в таких положениях оказывается довольно часто, каждые {\displaystyle 4{\frac {1}{3}}} месяца.
Вполне возможно, что при более подробном изучении этого семейства многие теории, касающиеся его, придётся серьёзно пересмотреть или доработать.

## Крупнейшие астероиды этого семейства
| Имя           | Диаметр  | Большая полуось | Наклонение орбиты | Эксцентриситет орбиты | Год открытия |
| ------------- | -------- | --------------- | ----------------- | --------------------- | ------------ |
| (153) Хильда  | 170,6 км | 3,976 а. е.     | 7,835 °           | 0,141                 | 1875         |
| (190) Исмена  | 159,0 км | 3,982 а. е.     | 6,166 °           | 0,166                 | 1878         |
| (361) Бонония | 142,0 км | 3,954 а. е.     | 12,632 °          | 0,213                 | 1893         |